# FTTx

Lo schema illustra come le architetture FTTx variano proprio per la distanza tra la fibra ottica e l'utente finale. L'edificio sulla sinistra è la centrale telefonica mentre quello sulla destra è l'edificio servito dalla centrale. I rettangoli tratteggiati rappresentano gli appartamenti o gli uffici all'interno dello stesso edificio.

FTTx è l'acronimo della locuzione inglese Fiber to the x che indica un'architettura di rete di telecomunicazioni di livello fisico a banda larga utilizzante la fibra ottica come mezzo trasmissivo per sostituire completamente o parzialmente la rete di accesso locale tradizionale in metallo (solitamente in doppino in rame) utilizzata per l'ultimo miglio di telecomunicazioni. 
Tale infrastruttura di rete consentirebbe la realizzazione delle cosiddette Next Generation Network (NGN-NGAN) caratterizzate da velocità di trasmissione sensibilmente più elevate a favore dell'utente finale. L’acronimo “universale“ (terminante in x) è nato come una generalizzazione delle varie denominazioni di possibile configurazione di distribuzione in fibra: FTTN, FTTC, FTTB, FTTH, FTTW, FTTR, ecc. Il termine base FTT si differenzia per l'ultima lettera, che diviene appunto “x” nell'accezione più generale.

## Definizione dei termini
Nell'ambito delle telecomunicazioni il termine si differenzia per indicare le diverse configurazioni. 
I termini più diffusi oggi sono:
- FTTH - Fiber-to-the-home (letteralmente "fibra fino a casa"): il collegamento in fibra ottica raggiunge la singola unità abitativa, per esempio una scatola sul muro di una casa. È la soluzione più costosa, ma anche l'investimento a più lungo termine che garantisce la massima velocità di trasmissione fino all'utente finale in previsione di servizi di rete più evoluti.[1]
- FTTB - Fiber-to-the-building o Fiber-to-the-basement (letteralmente "fibra fino all'edificio" o "fibra fino alle fondamenta"): il collegamento in fibra ottica raggiunge il limite del palazzo o alla schiera, per esempio sino allo scantinato o ai garage per una o più unità abitative (appartamenti o villette), mentre il collegamento finale con l'appartamento rimane su filo di rame oppure con cablaggio in fibre ottiche polimeriche e tecnologia ethernet.
- FTTC o FTTS - Fiber-to-the-cabinet o Fiber-to-the-curb o Fiber-to-the-street (letteralmente "fibra fino all'armadio" o "fibra fino al cordolo del marciapiede"): il collegamento (molto simile al FTTN) arriva in una cabina esterna molto vicina alla sede dell'utente o al successivo armadio distributore, tipicamente entro 300 metri.
- FTTN - Fiber-to-the-node o anche Fiber-to-the-exchange (FTTE) (letteralmente "fibra fino al nodo" o "fibra fino allo scambio"): il collegamento in fibra ottica arriva in una cabina esterna distante diversi chilometri dalla sede del cliente, cioè tipicamente fino allo stadio di linea della rete telefonica, mentre il collegamento finale rimane su filo di rame.
- FTTP - Fiber-to-the-premises (letteralmente "fibra fino al locale"[2]): termine generico usato in contesti diversi al posto di FTTH oppure al posto di FTTB. Il collegamento in fibra ottica raggiunge sia case per uso residenziale, sia edifici di piccole imprese (tipicamente negozi).
- FTTW[3] o FTTR - Fiber-to-the wireless o Fiber-to-the-radio (letteralmente "fibra fino alla base radio"): la fibra arriva fino a un ponte radio detto anche BTS e viene ricevuta da un'antenna posta sul tetto dell'edificio; questa tecnologia viene spesso usata per portare la fibra ottica dove non è possibile arrivare con il cavo.

Le tre istituzioni per la promozione di reti di tipo FTTH di Europa, Nord America e Asia-Pacifico hanno concordato le definizioni per FTTH e FTTB per poter confrontare in modo coerente il tasso di penetrazione del FTTH nei differenti paesi. Al contrario, per FTTC e FTTN i tre Council FTTH non hanno concordato definizioni formali.
Vale la pena di sottolineare che il termine Fiber-to-the-telecom-enclosure (FTTE) non è considerato parte del gruppo di tecnologie FTTx, nonostante la somiglianza nel nome. FTTE è una forma di cablaggio strutturato utilizzato tipicamente nella rete locale aziendale, dove viene utilizzato per collegare in fibra ottica l'armadio di distribuzione di piano con la scrivania o con la postazione di lavoro. Allo stesso modo, per fiber-to-the-desk si indica una connessione in fibra che parte dalla sala dati principale (tipicamente la sala server) e collega un terminale su una scrivania.
La caratteristica particolare di queste soluzioni ottiche di accesso è che tanto più ci si avvicina con la fibra ottica verso l'utente, tanto più è possibile aumentare la velocità di trasmissione offerta all'utente nel restante tratto in doppino in rame attraverso un DSLAM e le varie tecnologie DSL (ADSL e ADSL2 a ADSL2+, VDSL e VDSL2).
Considerando il forte investimento economico necessario da parte dell'operatore telefonico o del fornitore di connettività (provider) per realizzare tali infrastrutture di rete, quello che appare più ragionevole fare è portare la fibra ottica nella rete di accesso progressivamente fino all'utente, e quindi aumentare via via la velocità di trasmissione offerta in funzione dell'effettiva richiesta in termini di nuovi servizi offerti/richiesti, sebbene ciò comporti in generale un progressivo e parallelo riammodernamento degli apparati di trasmissione lungo la linea di accesso dell'utente.
L'adozione dell'ITU-T a fine 2014 dello standard G.fast (una tecnologia DSL) abbatte i tempi e i costi degli investimenti necessari a fornire gli utenti di elevate velocità trasmissive poiché abilita fino a 1 gigabit al secondo sull'esistente doppino in rame.

## Architettura
I modelli di architettura proposti per una rete di accesso in fibra ottica fino all'utente (FTTH) sono:
- PTP (point to point) cioè architettura punto-punto dalla centrale fino all'utente: è la soluzione più costosa[6], ma anche la più performante e quella che garantisce un maggior controllo da parte dell'operatore avendo una linea ottica dedicata dalla centrale fino al proprio utente; solitamente, è l'opzione scelta da aziende, enti pubblici, comunque strutture che hanno necessità professionali.
- AON (active optical network), architettura con un collegamento condiviso tra tutti gli utenti fino a un nodo attivo che smista il traffico selettivamente (commutazione) verso i vari utenti finali e viceversa riceve il traffico da questi e li multipla sul collegamento condiviso fino alla centrale.
- PON (passive optical network), reti ottiche passive in cui il collegamento point to point fino all'utente è effettuato a poche decine di metri dall'edificio in corrispondenza del distributore, grazie a uno splitter passivo del segnale ottico che trasmette in modalità broadcast verso gli utenti, e a tecniche di multiplazione e accesso multiplo di tipo TDM/TDMA sul canale di comunicazione in fibra comune a tutti gli utenti dal punto concentratore verso la centrale, utilizzando la banda ottica in seconda e terza finestra di trasmissione (1310 nm e 1550 nm) rispettivamente per upload e download. Sono possibili anche soluzioni in tecnologia WDM con capacità ancora superiori che assegnano una coppia di frequenze, una per l'upload e una per il download, per ciascun utente finale. È una soluzione più economica, ma in generale un po' meno performante, capace comunque di arrivare a 2,5 Gbit/s con lo standard GPON; non è ben vista da alcuni operatori in quanto non garantisce un controllo diretto della linea fino all'utente (unbundling) essendo questa eventualmente condivisa con altri operatori nel tratto splitter-centrale.

## In Italia
Al 2023, come copertura del territorio l'Italia è posizionata al venticinquesimo posto in Europa, seguita soltanto da Grecia e Cipro.
Secondo dati Agcom, nel 2022 il numero di linee fisse è sceso di 1,1 milioni di unità, mentre il numero di linee FTTH è aumentato di 820.000. Secondo l'Ftth Council Europe, a settembre 2022 l'insieme di linee FTTh e Fiber to the Building ha raggiunto in Italia un incremento di 2.1 milioni di unità, posizionando quest'ultima al quarto posto in Europa per il tasso di crescita di queste linee (dopo Regno Unito, Francia e Turchia).
La delibera 11/23/CIR dell'Agcom liberalizza l'installazione degli Optical Terminal Network (ONT) da parte degli operatori di rete che operano su infrastruttura TIM, a condizione che essi siano compatibili con gli OLT di Tim. Gli ONT sono apparati di rete capaci di convertire un segnale ottico in un segnale Ethernet.